# Fagio Augusto
 Fagio Augusto da Silva Pereira (sinh ngày 29 tháng 4 năm 1997) là một cầu thủ bóng đá người Đông Timor hiện tại thi đấu ở vị trí thủ môn. Anh từng thi đấu cho Tokyo Musashino City FC ở Nhật Bản.

## Sự nghiệp quốc tế
Anh ra mắt quốc tế khi vào sân từ phút 87 trước Malaysia vào ngày 8 tháng 6 năm 2016. Trước khi ra mắt cùng với Đội tuyển bóng đá quốc gia Đông Timor, anh từng là một phần của Đội tuyển bóng đá trong nhà quốc gia Đông Timor ở Giải vô địch bóng đá trong nhà Đông Nam Á 2014.